# أيزاياه جونز جونيور
أيزاياه جونز جونيور (بالإنجليزية: Isaiah Jones, Jr.)‏ هو كاتب ترانيم وموسيقي أمريكي، ولد في 1940، وتوفي في 21 سبتمبر 2008 في لوس أنجلوس في الولايات المتحدة بسبب ذات الرئة.

## وصلات خارجية
- أيزاياه جونز جونيور على موقع ميوزك برينز (الإنجليزية)
- أيزاياه جونز جونيور على موقع ديسكوغز (الإنجليزية)